# نادي الرباط
نادي الرباط الفلسطيني، هو نادي رياضي فلسطيني في مخيم النصيرات في محافظة دير البلح، يلعب في دوري قطاع غزة الدرجة الثالثة ، يقع  ، تأسس في عام 2005.

## روابط خارجية
- صفحة نادي الرباط الفلسطيني عاى موقع فيسبوك